# Proctorville
|  | Per a altres significats, vegeu «Proctorville (Ohio)». |

Proctorville és una població del Comtat de Robeson a l'estat de Carolina del Nord (Estats Units d'Amèrica).

## Demografia
Segons el cens dels Estats Units del 2000, Proctorville tenia 133 habitants, 57 habitatges i 44 famílies. La densitat de població era de 125,2 habitants per km².
Dels 57 habitatges en un 28,1% hi vivien nens de menys de 18 anys, en un 59,6% hi vivien parelles casades, en un 15,8% dones solteres, i en un 22,8% no eren unitats familiars. En el 22,8% dels habitatges hi vivien persones soles el 10,5% de les quals corresponia a persones de 65 anys o més que vivien soles. El nombre mitjà de persones vivint en cada habitatge era de 2,33 i el nombre mitjà de persones que vivien en cada família era de 2,7.
Per edats la població es repartia de la següent manera: un 19,5% tenia menys de 18 anys, un 6,8% entre 18 i 24, un 27,1% entre 25 i 44, un 32,3% de 45 a 60 i un 14,3% 65 anys o més.
L'edat mediana era de 43 anys. Per cada 100 dones de 18 o més anys hi havia 81,4 homes.
La renda mediana per habitatge era de 33.542 $ i la renda mediana per família de 34.167 $. Els homes tenien una renda mediana de 28.438 $ mentre que les dones 24.167 $. La renda per capita de la població era de 15.206 $. Entorn del 4,8% de les famílies i el 5% de la població estaven per davall del llindar de pobresa.

## Poblacions properes
El següent diagrama mostra les poblacions més properes.